# منتخب هولندا لكرة القاعدة للسيدات
منتخب هولندا لكرة القاعدة للسيدات (بالهولندية: Nederlands honkbalteam)‏ هو ممثل هولندا الرسمي في المنافسات الدولية في كرة القاعدة للسيدات
.